# Europaspiele 2023/Triathlon
Bei den Europaspielen 2023 wurden drei Wettbewerbe im Triathlon ausgetragen. Das Rennen der Frauen war am 27. Juni der erste Bewerb in Krakau, tags darauf folgte das Rennen der Männer. Die Mixed-Staffel fand am 1. Juli statt.

## Bilanz

### Medaillenspiegel
| Platz  | Land           | Gold | Silber | Bronze | Gesamt |
| ------ | -------------- | ---- | ------ | ------ | ------ |
| 1      | Norwegen       | 3    | —      | —      | 3      |
| 2      | Großbritannien | —    | 1      | —      | 1      |
| 2      | Israel         | —    | 1      | —      | 1      |
| 2      | Österreich     | —    | 1      | —      | 1      |
| 5      | Belgien        | —    | —      | 1      | 1      |
| 5      | Schweiz        | —    | —      | 1      | 1      |
| 5      | Ungarn         | —    | —      | 1      | 1      |
| Gesamt | Gesamt         | 3    | 3      | 3      | 9      |

### Medaillengewinner
| Disziplin     | Gold                                                            | Silber                                                                 | Bronze                                                       |
| ------------- | --------------------------------------------------------------- | ---------------------------------------------------------------------- | ------------------------------------------------------------ |
| Männer Einzel | Vetle Thorn (NOR)                                               | Shajar Saguiv (ISR)                                                    | Adrien Briffod (SUI)                                         |
| Frauen Einzel | Solveig Løvseth (NOR)                                           | Julia Hauser (AUT)                                                     | Jolien Vermeylen (BEL)                                       |
| Mixed Staffel | NorwegenVetle Thorn Lotte Miller Casper Stornes Solveig Løvseth | GroßbritannienBarclay Izzard Sophie Alden Connor Bentley Sian Rainsley | UngarnGergely Kiss Zsanett Bragmayer Gergő Dobi Márta Kropkó |